# Billy Currington

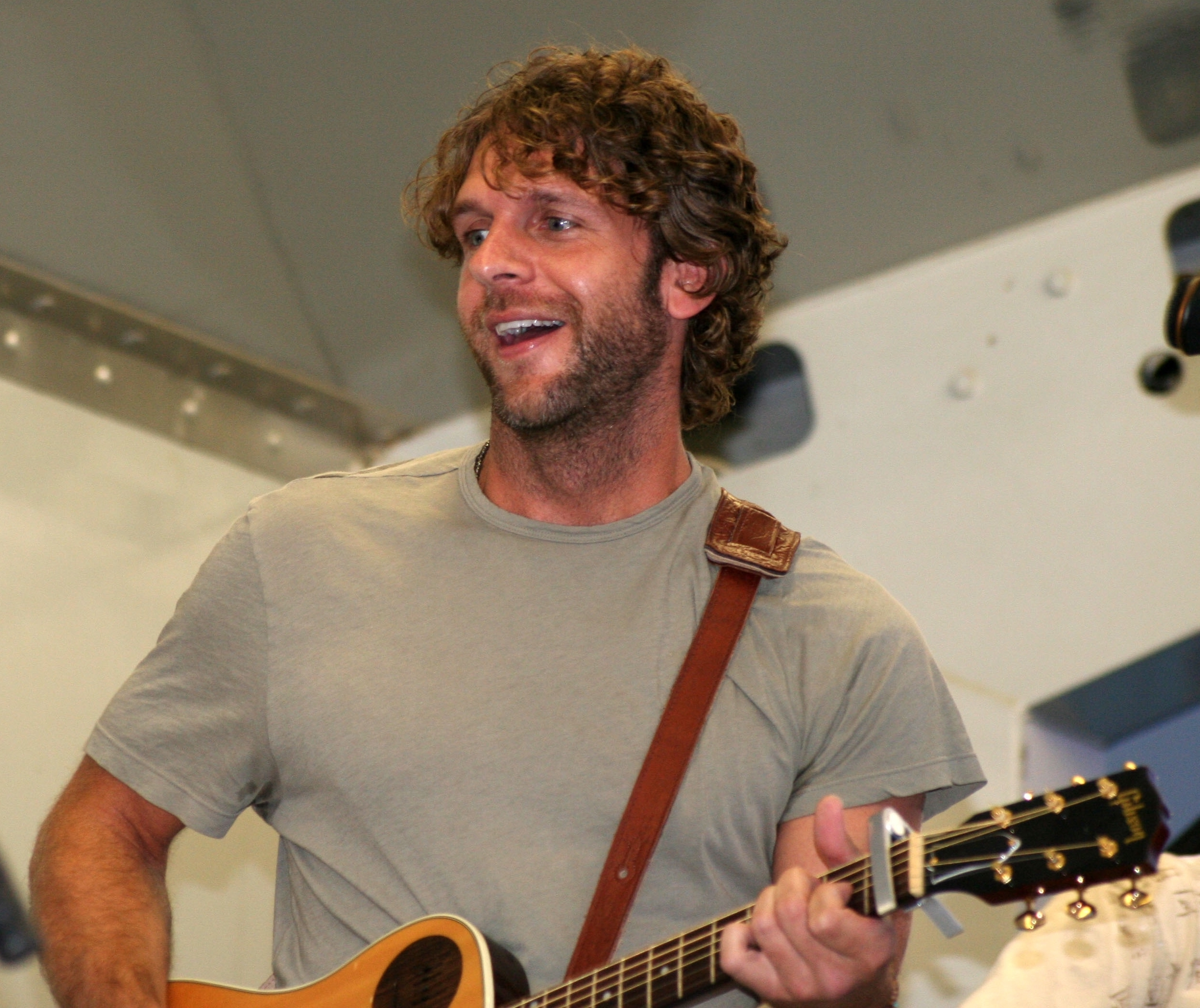
Billy Currington (2008)

Billy Currington (* 19. November 1973 in Savannah, Georgia; eigentlich William Matthew Currington) ist ein US-amerikanischer Countrysänger.

## Karriere
Aufgewachsen ist Billy Currington in Georgia. Er startete mehrere Versuche einer Musikkarriere in der Country-Hauptstadt Nashville. Dort verdingte er sich zwischenzeitlich als Bauarbeiter und trat nebenbei auf. Als Mark Wills einen seiner Songs entdeckte, führte das schließlich zu einem Plattenvertrag bei Mercury Records und zu seinem Debütalbum, das nach ihm benannt ist und 2003 erschien.
War das erste Album noch ein Achtungserfolg mit immerhin zwei Country-Top-10-Singles, so kam der große Durchbruch mit Album Nummer 2 Doin’ Somethin’ Right. Sowohl der Titelsong als auch die zweite Auskopplung Good Directions brachten ihn an die Spitze der Country-Singlecharts und platzierten sich um Platz 40 in den Billboard Hot 100. Das Album selbst erreichte Platz 2 in den Country- und Platz 11 in den Verkaufscharts und verkaufte sich über eine Million Mal.
Sein drittes Album Little Bit of Everything brachte Currington 2008 mit People Are Crazy seinen bislang größten Hit. Das Lied wurde ein Millionenseller und sein dritter Country-Nummer-eins-Hit und mit Platz 27 erreichte er seine bis dahin höchste Platzierung in den Hot 100. Dazu kamen zwei Grammy-Nominierungen. Trotz eines zweiten Nummer-eins-Hits, That’s How Country Boys Roll, blieb das Album insgesamt etwas hinter dem Erfolg des Vorgängeralbums zurück und erreichte erst 2010 Gold für 500.000 verkaufte Exemplare.
Dies war ein halbes Jahr vor dem Erscheinen von Album Nummer vier Enjoy Yourself. Damit kam er erstmals in die Top 10 der Billboard 200. Die erste Single daraus Pretty Good at Drinkin’ Beer war seine fünfte Platzierung an der Spitze der Countrycharts.

## Diskografie

### Alben
| Jahr | Titel                    | Höchstplatzierung, Gesamtwochen, AuszeichnungChartplatzierungen (Jahr, Titel, Platzierungen, Wochen, Auszeichnungen, Anmerkungen) | Höchstplatzierung, Gesamtwochen, AuszeichnungChartplatzierungen (Jahr, Titel, Platzierungen, Wochen, Auszeichnungen, Anmerkungen) | Anmerkungen                              |
| Jahr | Titel                    | US | Country | Anmerkungen                              |
| ---- | ------------------------ | --- | --- | ---------------------------------------- |
| 2003 | Billy Currington         | US107 (2 Wo.)US | Country17 (54 Wo.)Country | Erstveröffentlichung: 30. September 2003 |
| 2005 | Doin’ Somethin’ Right    | US11 ×2Doppelplatin · (71 Wo.)US                                                                                                  | Country2 (104 Wo.)Country | Erstveröffentlichung: 18. Oktober 2005   |
| 2008 | Little Bit of Everything | US13 Platin · (63 Wo.)US | Country2 (78 Wo.)Country | Erstveröffentlichung: 14. Oktober 2008   |
| 2010 | Enjoy Yourself           | US9 Platin · (57 Wo.)US | Country2 (78 Wo.)Country | Erstveröffentlichung: 21. September 2010 |
| 2013 | We Are Tonight           | US10 (6 Wo.)US | Country5 (18 Wo.)Country | Erstveröffentlichung: 17. September 2013 |
| 2015 | Summer Forever           | US15 Gold · (7 Wo.)US | Country3 (24 Wo.)Country | Erstveröffentlichung: 2. Juni 2015       |

Weitere Studioalben
- 2021: Intuition

### Kompilationen
| Jahr | Titel | Höchstplatzierung, Gesamtwochen, AuszeichnungChartplatzierungen (Jahr, Titel, Platzierungen, Wochen, Auszeichnungen, Anmerkungen) | Höchstplatzierung, Gesamtwochen, AuszeichnungChartplatzierungen (Jahr, Titel, Platzierungen, Wochen, Auszeichnungen, Anmerkungen) | Anmerkungen                         |
| Jahr | Titel | US | Country | Anmerkungen                         |
| ---- | ----- | --- | --- | ----------------------------------- |
| 2011 | Icon  | US104 (18 Wo.)US | Country22 (78 Wo.)Country | Erstveröffentlichung: 22. März 2011 |

### Singles
| Jahr | Titel Album                                           | Höchstplatzierung, Gesamtwochen, AuszeichnungChartplatzierungen (Jahr, Titel, Album, Platzierungen, Wochen, Auszeichnungen, Anmerkungen) | Höchstplatzierung, Gesamtwochen, AuszeichnungChartplatzierungen (Jahr, Titel, Album, Platzierungen, Wochen, Auszeichnungen, Anmerkungen) | Anmerkungen                              |
| Jahr | Titel Album                                           | US | Country | Anmerkungen                              |
| ---- | ----------------------------------------------------- | --- | --- | ---------------------------------------- |
| 2003 | Walk a Little Straighter Billy Currington             | US67 (15 Wo.)US | Country8 (30 Wo.)Country | Erstveröffentlichung: 21. April 2003     |
| 2004 | I Got a Feelin’ Billy Currington                      | US50 Gold · (16 Wo.)US | Country5 (33 Wo.)Country | Erstveröffentlichung: 5. Januar 2004     |
| 2005 | Must Be Doin’ Somethin’ Right Doin’ Somethin’ Right   | US39 ×4Vierfachplatin + Gold (Mastertone) · (20 Wo.)US                                                                                   | Country1 (39 Wo.)Country | Erstveröffentlichung: 30. Mai 2005       |
| 2006 | Why, Why, Why Doin’ Somethin’ Right                   | US99 (20 Wo.)US | Country13 (39 Wo.)Country | Erstveröffentlichung: 27. Februar 2006   |
| 2006 | Good Directions Doin’ Somethin’ Right                 | US42 ×4Vierfachplatin · (20 Wo.)US | Country1 (38 Wo.)Country | Erstveröffentlichung: 25. September 2006 |
| 2007 | Tangled Up –                                          | — | Country30 (20 Wo.)Country | Erstveröffentlichung: 10. Juli 2007      |
| 2008 | Don’t Little Bit of Everything                        | US52 Gold · (20 Wo.)US | Country2 (30 Wo.)Country | Erstveröffentlichung: 21. Juli 2008      |
| 2009 | People Are Crazy Little Bit of Everything             | US27 ×4Vierfachplatin · (20 Wo.)US | Country1 (25 Wo.)Country | Erstveröffentlichung: 2. März 2009       |
| 2009 | That’s How Country Boys Roll Little Bit of Everything | US57 Gold · (20 Wo.)US | Country1 (28 Wo.)Country | Erstveröffentlichung: 14. September 2009 |
| 2010 | Pretty Good at Drinkin’ Beer Enjoy Yourself           | US41 ×2Doppelplatin · (20 Wo.)US | Country1 (19 Wo.)Country | Erstveröffentlichung: 24. Mai 2010       |
| 2010 | Let Me Down Easy Enjoy Yourself                       | US46 ×2Doppelplatin · (20 Wo.)US | Country1 (29 Wo.)Country | Erstveröffentlichung: 4. Oktober 2010    |
| 2011 | Love Done Gone Enjoy Yourself                         | US58 Gold · (15 Wo.)US | Country11 (23 Wo.)Country | Erstveröffentlichung: 18. April 2011     |
| 2011 | Like My Dog Enjoy Yourself                            | — | Country24 (19 Wo.)Country | Erstveröffentlichung: 10. Oktober 2011   |
| 2013 | Hey Girl We Are Tonight                               | US39 Platin · (21 Wo.)US | Country5 (28 Wo.)Country | Erstveröffentlichung: 18. März 2013      |
| 2013 | We Are Tonight                                        | US60 Platin · (19 Wo.)US | Country12 (31 Wo.)Country | Erstveröffentlichung: 18. November 2013  |
| 2014 | Don’t It Summer Forever                               | US44 Platin · (20 Wo.)US | Country4 (29 Wo.)Country | Erstveröffentlichung: 27. Oktober 2014   |
| 2015 | Drinkin’ Town with a Football Problem Summer Forever  | — | Country41 (10 Wo.)Country | Erstveröffentlichung: 8. Juni 2015       |
| 2016 | It Don’t Hurt Like It Used To Summer Forever          | US44 Gold · (17 Wo.)US | Country5 (29 Wo.)Country | Erstveröffentlichung: 8. Februar 2016    |
| 2016 | Do I Make You Wanna Summer Forever                    | US47 ×2Doppelplatin · (19 Wo.)US | Country5 (29 Wo.)Country | Erstveröffentlichung: 21. November 2016  |
| 2018 | Bring It On Over –                                    | — | Country44 (8 Wo.)Country | Erstveröffentlichung: 19. September 2018 |
| 2019 | Details –                                             | — | Country42 (8 Wo.)Country | Erstveröffentlichung: 19. Juli 2019      |

Weitere Singles
- 2017: Wake Me Up

## Auszeichnungen für Musikverkäufe
| Goldene Schallplatte - Kanada - 2013: für die Single Hey Girl |

Anmerkung: Auszeichnungen in Ländern aus den Charttabellen bzw. Chartboxen sind in ebendiesen zu finden.
| Land/RegionAuszeichnungen für Musikverkäufe (Land/Region, Auszeichnungen, Verkäufe, Quellen) | Gold     | Platin       | Verkäufe   | Quellen         |
| -------------------------------------------------------------------------------------------- | -------- | ------------ | ---------- | --------------- |
| Kanada (MC)                                                                                  | Gold1    | —            | 40.000     | musiccanada.com |
| Vereinigte Staaten (RIAA)                                                                    | 7× Gold7 | 25× Platin25 | 28.500.000 | riaa.com        |
| Insgesamt                                                                                    | 8× Gold8 | 25× Platin25 |            |                 |